# Далган
Далган — пресное проточное озеро в левобережье нижнего течения реки Амур на севере Ульчского района Хабаровского края России, расположено к востоку от озера Дальжа.
Озеро Далган находится на высоте 3,7 м над уровнем моря, имеет удлинённую вытянутую форму, береговая линия умеренно изрезана. Общая длина от северо-восточной до юго-западной оконечности составляет около 8,9 км, ширина в центральной части не превышает 2,5 км. Площадь составляет 11,4 км². Площадь водосборного бассейна — 42,6 км². Протокой Дальжинской соединяется на юго-западе с озером Дальжа, а на юго-востоке — с низовьем реки Амгунь. В озеро впадает несколько ручьёв. Берега озера низкие, местами заболочены, вплотную подступает лиственничный лес. Несколько островов в южной заболоченной части.
Код водного объекта в государственном водном реестре — 20030800111118100001947.